# Hister mirus
Hister mirus är en skalbaggsart som beskrevs av Heinrich Bickhardt 1919. Hister mirus ingår i släktet Hister och familjen stumpbaggar. Inga underarter finns listade i Catalogue of Life.